# Abel-François Poisson de Vandières
Pour les articles homonymes, voir Poisson (homonymie) et Marigny.
Abel-François Poisson de Vandières, marquis de Marigny (1754) et de Menars, est né le 18 février 1727 en la paroisse de Saint-Jean-en-Grève à Paris et mort dans la même ville, place des Victoires, le 11 mai 1781.

## Biographie

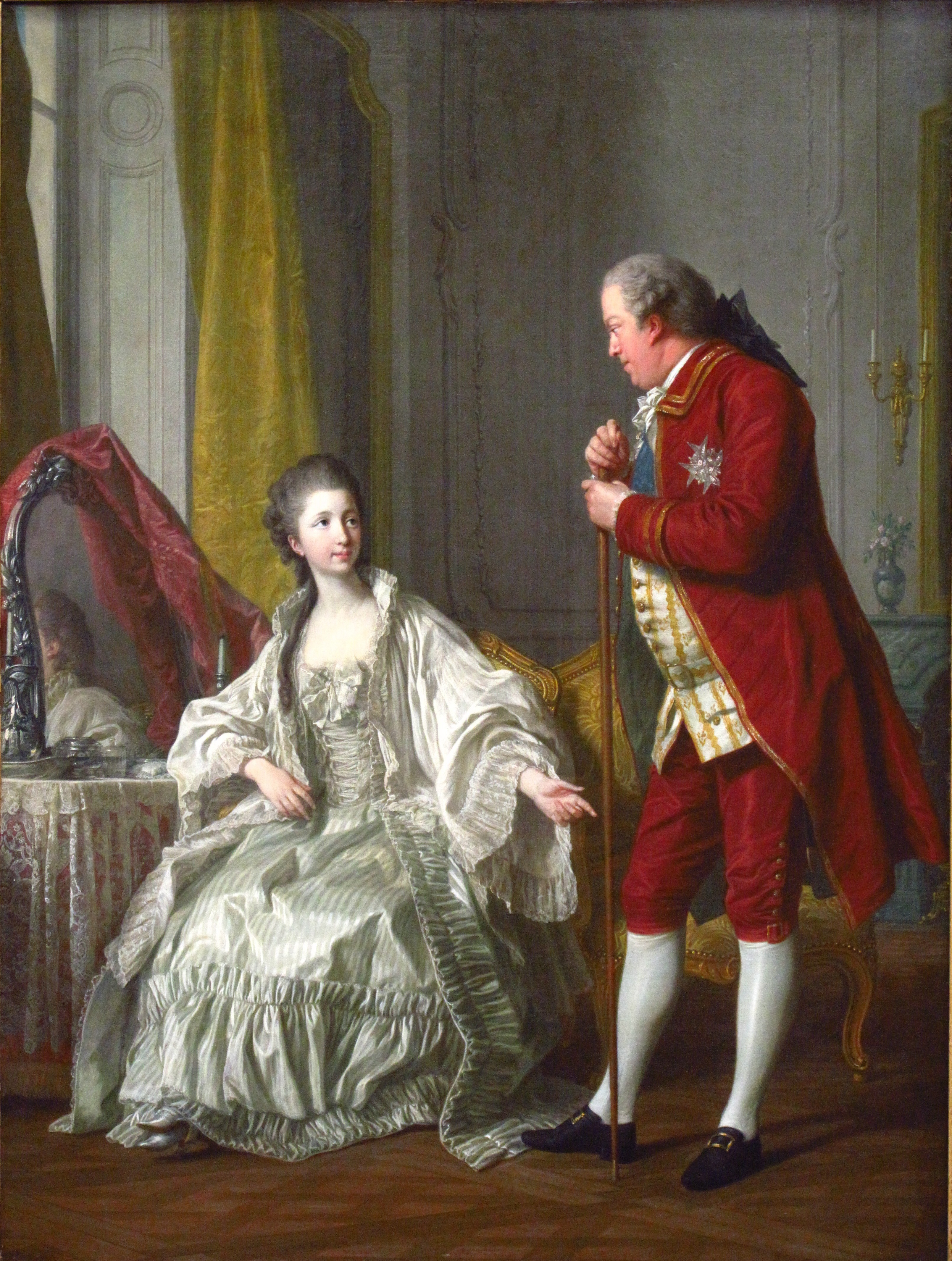
Le marquis de Marigny et sa jeune épouse, Julie Filleul, en 1769.
Peinture de Louis-Michel van Loo.

Abel-François Poisson voit le jour le 18 février 1727 en la paroisse de Saint-Jean-en-Grève à Paris. De naissance roturière, Abel-François Poisson de Vandières est élevé dans le milieu de la finance parisienne. Lorsque sa sœur aînée, Jeanne-Antoinette devient, en 1745, la maîtresse de Louis XV et est titrée marquise de Pompadour, elle fait venir à la Cour « Monsieur de Vandières », le jeune provincial, sans titre, sans terre et sans soutien qui s’y attire rapidement les bonnes grâces du roi.
Lorsque Philibert Orry prend sa retraite, le roi donne à Poisson de Vandières, alors âgé de 18 ans, la survivance de la direction générale des Bâtiments, Arts, Jardins et Manufactures tandis que Charles François Paul Le Normant de Tournehem, l'oncle par alliance de Madame de Pompadour, est nommé pour succéder à Orry.
Charles Antoine Coypel, premier peintre du roi, est chargé de former le goût du jeune Poisson de Vandières. Avec son aide, celui-ci eut notamment à sélectionner des tableaux des collections royales afin de les exposer au palais du Luxembourg, créant ainsi le premier musée de France.
Entre décembre 1749 et septembre 1751, grâce aux lettres de recommandation fournies par sa sœur, il séjourne ensuite en Italie pendant 25 mois, d’abord à l’Académie de France à Rome, au palais Mancini, via del Corso, avant de parfaire sa formation en faisant le voyage d'Italie, avec le graveur Charles Nicolas Cochin, l’architecte Jacques-Germain Soufflot et le critique d’art l’abbé Leblanc. Ce voyage a d’importantes répercussions sur l’évolution des arts et du goût en France.
À la mort de Le Normant de Tournehem en 1751, il est rappelé d’Italie et prend ses fonctions de directeur général des Bâtiments du roi. Il reste à ce poste jusqu’à sa démission en 1773, établissant un record de longévité dans ces fonctions au XVIIIe siècle.
Il encourage la peinture d’histoire et, dans l’architecture, le mouvement de retour à l’Antiquité qui devait engendrer le néoclassicisme.
Susceptible, orgueilleux, ombrageux, sans cesse occupé de ses origines roturières qu’il craignait de se voir reprocher,, Marigny fut un administrateur intelligent et actif, pénétré de l’importance de sa mission.
Il protège Soufflot, à qui il confie le chantier de la nouvelle église Sainte-Geneviève, véritable manifeste du style « à l’Antique ».
Il fait attribuer à Charles De Wailly et Marie-Joseph Peyre le chantier du nouveau Théâtre-Français (actuel théâtre de l’Odéon). Il fait aménager la place Louis-XV (actuelle place de la Concorde) et planter les jardins des Champs-Élysées. Il supervise la construction de l'École militaire, passe de nombreuses commandes à François Boucher, Van Loo, Jean-Baptiste Marie Pierre et nomme Charles-Joseph Natoire directeur de l’académie de France à Rome.
Ayant hérité de son père, François Poisson, en 1754, le château de Marigny-en-Orxois, près de Château-Thierry, il fut créé la même année marquis de Marigny.
Il est nommé en 1756 greffier de l’ordre du Saint-Esprit, ce qui lui permet d’avoir un « cordon bleu » qu’il n’aurait pu avoir autrement. Parmi les nombreuses plaisanteries, on dit qu’il était « un bien petit Poisson pour être mis au bleu ».
Le 11 janvier 1767 à Menars, il épouse la très jeune Marie Françoise Julie Constance Filleul (1751-1822), sœur ainée d’Adélaïde. Se disant de haute naissance, Julie serait peut-être le fruit d’une relation entre Irène du Buisson de Longpré et Louis XV. Après la mort en bas âge d’une fille, les relations du couple Marigny se dégradent. Une convention de séparation de corps est finalement signée le 20 septembre 1777. La marquise prend alors pension au couvent de Port-Royal tout en continuant à mener une vie mondaine.
Bien que souffrant sévèrement de la goutte, il n’anticipe pas sa disparition prématurée et ne rédige pas de testament. Le marquis de Marigny meurt en son hôtel particulier, place des Victoires à Paris, le 11 mai 1781 et il est inhumé dans le caveau de la Sainte-Vierge à Saint-Eustache.

## Résidences
Il accumule d’importantes collections dans ses nombreuses demeures.
- 1752-1778 : Hôtel de Marigny, construit en 1640, rue Saint-Thomas-du-Louvre (détruit, emplacement actuel : entre l’aile Richelieu et le coin nord-est de la pyramide du Louvre). La direction générale des Bâtiments y eut son siège jusqu’en 1773;

- 1778-1781 : Hôtel de Massiac, place des Victoires, construit en 1635; en 1778-1779, Marigny commanda pour sa salle à manger à l’ébéniste Garnier une suite de 36 fauteuils dits "anglais", à siège et dossier carrés, acajou et canne (vente Davezac, Paris, 15/03/1974, reprod. par Pierre Verlet dans Les meubles français du XVIIIe siècle P.U.F. 1982);

- 1754-1781 : Château de Marigny-en-Orxois : château médiéval modernisé;

- 1759-1773 : Hôtel de Marigny, faubourg du Roule, Paris : acquis du duc d’Orléans, transformé en 1767-1769 par Jacques-Germain Soufflot qui éleva une nouvelle façade occidentale de style "palladien";

- 1764-1781 : Château de Menars (Loir-et-Cher), hérité de sa sœur Jeanne Antoinette, marquise de Pompadour;

- Pavillon « le Pâté-Paris » à Bercy, à l’est de Paris, construit en 1720.

## Iconographie
Le portrait par Louis Tocqué, a été exposé au Salon de 1755; il en existe une version au musée Carnavalet (P. 2322) et une autre au château de Versailles (MV 3776), reproduite en couleurs dans l'article Portraits de cour et d'apparat du XVIIe au XIXe siècle ("L'Estampille - l'Objet d'art", n°276 / janvier 1994, p.38);
- un portrait au pastel par Jean-Baptiste Perronneau (1758) présenté par la galerie Cailleux à Paris, est reproduit dans Jardin des Arts (n°125 / avril 1965, p.79).
- un portrait présumé de Marigny en buste par Nattier (pastel marouflé, 1753) a été présenté par la galerie Alexis Bordes dans le cadre de "Paris Tableau" à Paris en septembre 2016 (mreprod. coul. ds "Le Journal des Arts" n° 462, p32).
- un portrait en médaillon sur un monument funéraire, la Peinture, la Sculpture et la Gravure pleurent sa perte. Frontispice dessiné par Charles-Nicolas Cochin fils en 1781 et gravé par Benoît-Louis Prévost. ("Les graveurs du dix-huitième siècle" par Portalis et Béraldi (1882), 3e Tome, 1ère partie page 354 n°10).